# معركة عطبرة
معركة عطبرة وقعت في 8 أبريل 1898م بين القوات البريطانية المصرية بقيادة هربرت كتشنر و قوات الثورة المهدية بقيادة
```
الأمير 
محمود  ود أحمد
 و الأمير 
عثمان دقنة
 ، انتصرت فيها القوات البريطانية المصرية. وتم أسر قائد جيش المهديين محمود ود  أحمد.
```